# 2MASP J0345432+254023
2MASP J0345432+254023（2MASP J0345, 2M0345+25）是一顆光譜類型為L0的棕矮星，位於金牛座昴宿星團的區域內，距離地球大約88光年。它不是昴宿星團的成員，只是一顆在星團前方的前景星（昴宿星團的距離遠了好幾倍 － 大約400光年，並且有不同的自行 －向東南方，而2M0345+25是朝向西方移動。）

## 觀測的歷史

### 發現
2M0345+25是在1997年被Kirkpatrick 等人發現的，它是第一顆被發現的獨立晚M型棕矮星。最初估計它的光譜類型為≥M10 V。

## 距離
目前對2M0345+25最精確的距離估計是使用三角視差，在美國海軍天文台的暗星視差測量專案下完成的，並由Dahn等人在2003年發表：37.1 ± 0.5 mas，相當於87.9 ± 1.2光年。
2M0345+25 距離估計
| 來源                      | 視差，mas  | 距離，秒差距 | 距離，光年    | 參考資料 |
| ------------------------- | ---------- | ------------ | ------------- | -------- |
| Kirkpatrick et al. (1997) |            | ≲21          | ≲68.5         | [ 2 ]    |
| Kirkpatrick et al. (1999) | 35.5 ± 0.8 | 28.2 ± 0.6   | 91.9+2.1 −2.0 | [ 3 ]    |
| Dahn et al. (2002)        | 37.1 ± 0.5 | 27.0 ± 0.4   | 87.9 ± 1.2    | [ 1 ]    |

非三角視差的距離估計使用斜體字標示。最好的估計值使用"黑體"。